# Threshold Records
Threshold ist ein englisches Plattenlabel. Es wurde als exklusives Label mit Studio in Cobham (Surrey) von der Gruppe The Moody Blues im Jahr 1969 nach der Veröffentlichung ihres Albums On the Threshold of a Dream gegründet.
Bis 1976 wurden 21 Alben, vor allem Konzeptalben, der Band und aus ihrem musikalischen Umfeld veröffentlicht. Das Label gehörte zu London Records. In Deutschland wurde Threshold bei Teldec vertrieben.

## Diskografie
- THS 1: Moody Blues – To Our Children's Children's Children
- THS 2: Trapeze – Trapeze
- THS 3: Moody Blues – A Question Of Balance
- THS 4: Trapeze – Medusa
- THS 5: Moody Blues – Every Good Boy Deserves Favour
- THS 6: Asgard –  In The Realm of Asgard
- THS 7: Moody Blues – Seventh Sojourn
- THS 8: Trapeze – You Are The Music, We're Just The Band
- THS 9: Providence – Ever Since The Dawn
- THS 10: Nicky James – Every Home Should Have One
- THS 11: Trapeze – Final Swing
- THS 12/13: Moody Blues – This Is Moody Blues
- THS 14: Hayward/Lodge – Blue Jays
- THS 15: Graeme Edge Band – Kick Off Your Muddy Boots
- THS 16: Ray Thomas – From Mighty Oaks
- THS 17: Ray Thomas – Hopes, Wishes & Dreams
- THS 18: Mike Pinder – The Promise
- THS 19: Nicky James – Tunderthroat
- THS 20: Justin Hayward – Songwriter
- THS 21: John Lodge – Natural Avenue